# Kristian Hammeken
Kristian Johannes Hans Hammeken (* 2. April 1889 in Qeqertarsuatsiaat; † unbekannt) war ein grönländischer Kaufmann und Landesrat.

## Leben
Kristian Hammeken war der Sohn des Udstedsverwalters Vilhelm Georg Hammeken (1842–?) und seiner Frau Helena Batseba Debora Eleonora Esther Heilmann (1860–?). Er heiratete am 16. August 1916 in Nuuk Bolette Bendikta Dorte Berthelsen (1898–?), uneheliche Tochter von Birthe Christence Bodil Berthelsen (1868–?), einer Tochter von Rasmus Berthelsen (1827–1901). Der Politiker Aage Hammeken (1934–1986) war ihr Sohn.
Kristian Hammeken war wie sein Vater Udstedsverwalter. Während seiner Hochzeit war er in Qoornoq tätig, 1921 in Pamialluk und nach der Verlegung des Udsteds nach Aappilattoq dann dort. Von 1923 bis 1926 war er Mitglied im südgrönländischen Landesrat. 1925 wurde er von Josva Kleist vertreten. In der nächsten Legislaturperiode wurde er wiedergewählt, allerdings vertrat ihn in der letzten Sitzung im Jahr 1932 erneut Josva Kleist.